# Rockollection
Singles de Laurent Voulzy
Les Radios qui chantent
(1976) Mama Joe
(1977)
Rockollection est une chanson du français Laurent Voulzy, sortie en simple en mars 1977. 
Elle présente l'originalité de faire alterner des couplets en français, écrits par Alain Souchon et composés par Voulzy, avec des reprises de chansons anglo-saxonnes datant — dans la version originale — des années 1960.
Le mot « Rockollection » est un mot-valise formé de rock et de collection. Ce titre a été préféré à celui de Recollection, choisi initialement, terme anglais qui qualifie l'action de se remémorer quelque chose. Voulzy donnera par la suite ce titre à son album Recollection paru en 2008, célébrant ainsi le trentième anniversaire de la chanson.

## Contexte
En 1974, Laurent Voulzy improvise une chanson lors d'un dîner chez des amis. La mélodie de cette chanson improvisée est utilisée un an plus tard par Voulzy pour une maquette de la chanteuse américaine Anne Calvert, qui utilise alors le pseudonyme Anne C. Sheridan, qui écrit les paroles du morceau, intitulé Thriller. Finalement, la chanson ne voit pas le jour,.
En 1976, pour sortir un nouveau 45 tours, Laurent Voulzy repense à cette musique et la réutilise pour une nouvelle chanson traitant des souvenirs d'un adolescent dans les années 1960 en utilisant des extraits de chansons de cette époque. L'idée des paroles lui est venue en écoutant la chanson Cette année-là de Claude François. Voulzy trouve dommage que Claude François n'ait pas repris dans sa chanson des extraits musicaux de 1962 qu'il évoque,. Il finalise les paroles et quelques jours avant l'enregistrement, puis demande à Alain Souchon de les relire. En un après-midi, il réécrit cinq couplets, dont notamment : « On a tous dans le cœur des vacances à Saint-Brevin » par « On a tous dans le cœur des vacances à Saint-Malo ». Saint-Brevin-les-Pins étant le lieu où Voulzy passait ses vacances d'été. Intitulé Recollection initialement, référence au mot anglais signifiant « remémorer de quelque chose », il a été remplacé par Rockollection, mot-valise de « rock » et de « collection », inventé par Alain Souchon.
La chanson est sortie en 45 tours en mars 1977, et devient no 1 au hit parade le 6 mai 1977,.

## Paroles et musique
Rockollection évoque la vie d'un adolescent dans les années 1960, avec quelques mots d'argot de l'époque : les thèmes abordés sont le lycée, les amours avec les filles en jupe plissée et queue-de-cheval, les scooters, le certif' (qui rime avec les tifs qu'on ne veut pas se faire couper de peur d'avoir « la boule à zéro »), les vacances en camping (à Saint-Malo « avec des parents en maillot qui dansent sur Luis Mariano »), le job d'été qui aurait permis l'achat de la guitare, le retour dans la banlieue, le baby, les disquaires (d'où l'on ressort « avec un single des Stones caché sous ses fringues »), ou encore le rêve américain. Dans l'ultime couplet, on comprend clairement que le narrateur a mûri depuis cette époque dont il est nostalgique ; il lui reste finalement le souvenir des chanteurs à la radio qui ont marqué cette période de sa vie (« des trucs qui [lui] collent encore au cœur et au corps »).
Voulzy et Souchon ont vu leurs droits d'auteurs bloqués durant trois ans du fait des conflits avec les nombreux auteurs des œuvres citées.
La version studio originale, sortie chez RCA sur un maxi 45 tours en avril-mai 1977, dure 11 minutes et 45 secondes et contient des extraits des chansons suivantes :
- The Loco-Motion : Little Eva
- A Hard Day's Night : The Beatles
- I Get Around : The Beach Boys
- Gloria : Them
- (I Can't Get No) Satisfaction : The Rolling Stones
- Mr. Tambourine Man : Bob Dylan
- Massachusetts : Bee Gees
- Mellow Yellow : Donovan
- California Dreamin' : The Mamas & the Papas
- Get Back : The Beatles

La version courte, également intitulée « Part 1 », dure 3 minutes et 50 secondes et s'arrête après la cinquième chanson. C'est la version qui est diffusée à la radio. La face B du 45 tours reprend à la sixième chanson,.

## Clip vidéo
Des images du clip sont tournées devant la fontaine du Trocadéro (Paris), et d'autres sont tournées devant le conservatoire de Montreuil.

## Accueil commercial
En France, Rockollection se classe en tête des hit-parades et se vend à plus de 1,4 million d'exemplaires,. Il est ensuite certifié disque de platine par le Syndicat national de l'édition phonographique et audiovisuelle. Il rencontre également le succès à l'international, atteignant notamment la première place en Belgique, en Espagne et au Québec ainsi que le top 5 en Italie, au Portugal, en Suisse.
En Belgique francophone, débute à la 27e place le 21 mai 1977 avant de se classer à la première position à partir de sa huitième semaine dans le classement et y reste pendant trois semaines consécutives avant de sortir du hit-parade après 19 semaines de présence. En outre, Rockollection s'est également classé dans le hit-parade paneuropéen l'Europarade, où il est entré à la 21e place le 30 juin 1977, se hisse à la 8e place lors de sa sixième semaine et sort du classement après 23 semaines de présence,.
Le 45 tours de Rockollection s'est écoulé à plus de 4,5 millions d'exemplaires dans le monde.

## Autres versions
Après la sortie de la chanson, plusieurs autres versions ont été enregistrées par Laurent Voulzy.

### Version live de 1994
En 1994, sur le double album Voulzy Tour figure une version live de 18 minutes et 20 secondes qui comprend :
- The Loco-Motion : Little Eva
- Ticket to Ride : The Beatles
- A Hard Day's Night : The Beatles
- Fun, Fun, Fun : The Beach Boys
- I Get Around : The Beach Boys
- You Really Got Me : The Kinks
- Gloria : Them
- Let's Spend the Night Together : The Rolling Stones
- Jumpin' Jack Flash : The Rolling Stones
- Satisfaction : The Rolling Stones
- Mr. Tambourine Man : Bob Dylan
- Massachusetts : Bee Gees
- Stayin' Alive : Bee Gees
- No Milk Today : Herman's Hermits
- Pinball Wizard : The Who
- Wild Thing : The Troggs
- California Dreamin' : The Mamas & the Papas
- Message in a Bottle : The Police

Voulzy n'hésite pas à faire appel à des titres postérieurs à la version originale de sa propre chanson (Stayin' Alive et Message in a Bottle).

### Version live de 2004
Une autre version live, extraite du Gothique Flamboyant Pop Dancing Tour paru en 2004, et d'une durée de 21 minutes et 33 secondes, comporte :
- The Loco-Motion : Little Eva
- From Me to You : The Beatles
- Day Tripper : The Beatles
- A Hard Day's Night : The Beatles
- Fun, Fun, Fun : The Beach Boys
- I Get Around : The Beach Boys
- Gloria : Them
- Paint It Black : The Rolling Stones
- Satisfaction : The Rolling Stones
- Mr. Tambourine Man : Bob Dylan
- Massachusetts : Bee Gees
- Night Fever : Bee Gees
- Superstition : Stevie Wonder
- The Boxer : Simon & Garfunkel
- Venus : Shocking Blue
- Sunny Afternoon : The Kinks
- California Dreamin' : The Mamas & the Papas
- On the Road Again : Canned Heat
- Owner of a Lonely Heart : Yes
- Message in a Bottle : The Police

### Version studio de 2008
Pour l'album Recollection sorti en 2008, Laurent Voulzy a enregistré une nouvelle version de sa chanson, baptisée Rockollection 008 et d'une durée de 15 minutes et 43 secondes. Les chansons qui y apparaissent sont :
- Da Doo Ron Ron : The Crystals
- I Want to Hold Your Hand : The Beatles
- Ticket to Ride : The Beatles
- No Milk Today : Herman's Hermits
- With a Girl Like You (en) : The Troggs
- Oh, Pretty Woman : Roy Orbison
- Paint It, Black : The Rolling Stones
- Ruby Tuesday : The Rolling Stones
- Jumpin' Jack Flash : The Rolling Stones
- Satisfaction : The Rolling Stones
- Turn! Turn! Turn! : The Byrds
- L'Amour avec toi : Michel Polnareff
- Massachusetts : Bee Gees
- How Deep Is Your Love : Bee Gees
- Night Fever : Bee Gees
- More Than a Woman : Bee Gees
- Eleanor Rigby : The Beatles[16]
- Good Vibrations : The Beach Boys
- Substitute : The Who
- Penny Lane : The Beatles
- Sunny Afternoon : The Kinks
- California Dreamin' : The Mamas & the Papas

Avec L'Amour avec toi de Polnareff, c'est la première fois que Voulzy inclut une chanson française dans son Rockollection.
Sur ce même album, la chanson Rockollection Scène 10 consiste en un nouveau couplet de Rockollection, suivi d'un extrait de Video Killed the Radio Star des Buggles.
Par ailleurs, le clip illustrant l'album est le plus long de l'histoire du clip français : 19 minutes.

## Classements et certifications
| Classement (1977—1978)                  | Meilleure place |
| --------------------------------------- | --------------- |
| Allemagne de l'Ouest (Media Control)    | 8               |
| Belgique (Flandre Ultratop 50 Singles)  | 19              |
| Belgique (Wallonie Ultratop 50 Singles) | 1               |
| Espagne (El Gran Musical)               | 1               |
| Europe (Europarade)                     | 8               |
| Finlande (Suomen virallinen lista)      | 23              |
| France (IFOP)                           | 1               |
| Italie (Musica e dischi)                | 2               |
| Pays-Bas (Nederlandse Tipparade)        | 11              |
| Portugal (AFP)                          | 3               |
| Québec (Palmarès francophone)           | 1               |
| Suède (Sverigetopplistan)               | 6               |
| Suisse (Schweizer Hitparade)            | 3               |

| Classement (1977)            | Position |
| ---------------------------- | -------- |
| France (IFOP)                | 1        |
| Italie (Musica e dischi)     | 6        |
| Suisse (Schweizer Hitparade) | 12       |

### Certifications et ventes
| Pays/Région                           | Certification | Ventes    |
| ------------------------------------- | ------------- | --------- |
| Belgique                              | —             | 100 000   |
| Canada (Music Canada)                 | Or            | 75 000^   |
| France (SNEP)                         | Platine       | 1 400 000 |
| Résumé                                |               |           |
| Europe                                | —             | 3 000 000 |
| Monde                                 | —             | 4 500 000 |
| ^Mise en rayon selon la certification |               |           |

## Reprises et parodies
- La chanson a été reprise en 1997 sur l'album Le Zénith des Enfoirés, par Laurent Voulzy, Alain Souchon, Patrick Bruel, Francis Cabrel, Fredericks Goldman Jones, les Innocents, Vanessa Paradis et Pow Wow.
- Il existe une reprise sur un rythme dance-house, par Toia en 2003.
- Le groupe Gold interprète en concert un remake de cette chanson, intitulé Hard Rock Collection, chantée par Lucien Cremadès, guitariste-chanteur du groupe ; il s'agit d'une version qui, comme l'indique son titre, reprend des chansons hard rock.
- Le groupe punk francophone Opium du peuple en fait deux reprises, Punkrockollection et Evilrockcollection.
- Le streamer français ZeratoR en fait une reprise, Streamcollection, ayant pour thème des streamers français[30].